# Herbert Fieseler
Herbert Fieseler (* 7. Mai 1924 in Essen; † 12. März 2018) war ein deutscher Architekt, nordrhein-westfälischer Baubeamter und Buchautor. 
Fieseler studierte Architektur an der RWTH Aachen und erlangte den akademischen Grad eines Diplom-Ingenieurs. Er arbeitete in Essen und Düsseldorf im Staatsdienst für das Land Nordrhein-Westfalen und beendete seinen Dienst im Rang eines Ministerialrats. 

## Kommentar der Baunutzungsverordnung
Zusammen mit Hans Carl Fickert veröffentlichte Fieseler ab 1969 zehn Auflagen eines Kommentars zur Baunutzungsverordnung. Ab der 11. Auflage wird der Kommentar zwar noch unter den Namen Fickert / Fieseler vertrieben, jedoch haben die Originalautoren nur noch eine beratende Funktion. Der Kommentar befasste sich früh mit dem Thema Umweltschutz im deutschen Bau- und Planungsrecht.

## Schriften
- Hans Carl Fickert, Herbert Fieseler: Baunutzungsverordnung. Kommentar zur Verordnung über die bauliche Nutzung der Grundstücke mit ergänzenden Rechts- und Verwaltungsvorschriften. 1. Auflage, Deutscher Gemeindeverlag, Köln u. a. / Kohlhammer, Stuttgart u. a. 1969.

Aktuelle Auflage:
Baunutzungsverordnung. Kommentar unter besonderer Berücksichtigung des deutschen und gemeinschaftlichen Umweltschutzes mit ergänzenden Rechts- und Verwaltungsvorschriften. 13. Auflage, Kohlhammer, Stuttgart 2018, ISBN 978-3-17-035062-5.